# Aeonium korneliuslemsii
Aeonium korneliuslemsii là một loài thực vật có hoa trong họ Crassulaceae. Loài này được H.Y.Liu miêu tả khoa học đầu tiên năm 1989.